# Доминионизм
Доминионизм или Теология доминиона, представляет собой группу христианских политических идеологий, стремящихся создать нацию, управляемую христианами и основанную на их понимании библейского закона. Степень правления и способы приобретения власти различны. Например, богословие Доминиона может включать в себя теономию, но не обязательно включает в себя пропаганду соблюдения Моисеева закона как основы правления. Этот ярлык в первую очередь применяется к группам христиан в Соединенных Штатах.
Видные приверженцы этих идеологий включают кальвинистский христианский реконструкционизм, харизматическое и пятидесятническое богословие «Царство сегодня» и Новоапостольскую Реформацию. Большинство современных движений, которые называют доминионистскими, возникли в 1970-х годах из религиозных движений, отстаивающих аспекты христианского национализма. Римско-католический интегрализм также иногда считается подпадающим под доминионистский зонтизм, но католическое интегралистское движение намного старше и теологически заметно отличается от протестантского доминионизма, поскольку оно связано с доктриной католической церкви как единственной истинной церкви.

## Этимология
Теология доминиона — это отсылка к переводу Библии короля Якова (Быт. 1:28), в котором Бог дарует человечеству «владычество» (dominion) над Землей.
И благословил их Бог, и сказал им Бог: плодитесь и размножайтесь, и наполняйте землю, и обладайте ею, и владычествуйте над рыбами морскими, и над птицами небесными, и над всяким животным, что движется по земле.
В конце 1980-х несколько видных евангелических авторов использовали термин «Теология доминиона» и другие термины, такие как доминионизм, для обозначения свободной группы теологических движений, которые прямо апеллировали к отрывку из Книги Бытия. Христиане обычно интерпретируют этот отрывок как означающий, что Бог возложил на человечество ответственность за Землю, но одним из наиболее отличительных аспектов теологии владычества является то, что он интерпретируется как мандат христианского управления в гражданских делах, не меньше, чем в других человеческих делах.

## Типы

### Протестантский Христианский реконструкционизм
Примером доминионизма в реформатском богословии является христианский реконструкционизм, зародившийся в учении Р. Дж. Рашдуни в 1960-х и 1970-х годах. Его богословие сосредоточено на теономии, правлении Закона Божьего) и его вере в то, что все общество должно быть упорядочено в соответствии с законами, которыми управляли израильтяне в Ветхом Завете. Его идеи о библейском праве в гражданском правительстве наиболее полно изложены в «Институтах библейского права», но он написал много других книг, посвящённых этой теме. Предлагаемая Рашдуни система строго кальвинистская, подчёркивающая суверенитет Бога над человеческой свободой и действиями и отрицающая действие харизматических даров в наши дни (цессационизм).
Полноправных приверженцев реконструкционизма немного, и среди большинства христиан они маргинализованы. Дэйв Хант, Альберт Джеймс Дагер, Хэл Линдси и Томас Айс особо критикуют христианский реконструкционизм с христианской точки зрения и не соглашаются по теологическим причинам с его теократическими элементами, а также с его кальвинизмом и постмилленаризмом. Дж. Лигон Дункан, Шерман Исбелл, Верн Пойтресс, Роберт Годфри и Синклер Фергюсон анализируют реконструкционизм как консервативных кальвинистов, прежде всего давая теологическую критику его теократических элементов. Майкл Дж. Маквикар отметил, что многие ведущие христианские реконструкторы также являются ведущими писателями в палеолибертарианских кругах.
Некоторые социологи использовали слово «доминионизм» для обозначения приверженности христианскому реконструкционизму.

### Католический интегрализм
Католический интегрализм характеризовался как форма доминионистского богословия, но на самом деле он намного старше и теологически отличается от доминионизма, которого придерживаются протестанты. Антонио Спадаро и Марсело Фигероа заявили, что католические интегралисты вступили в нетрадиционный экуменический союз с протестантскими реконструкционистами, которые разделяют «то же стремление к религиозному влиянию в политической сфере». Аналогичным образом, в «Национальном католическом репортере» Джошуа Дж. МакЭлви заявил, что католики-интегралисты вместе со своими протестантскими коллегами желают достичь цели по созданию «теократического типа государства». Однако в конечном счете цели протестантских доминионистов и католических интегралистов расходятся, поскольку католические интегралисты придерживаются доктрины о том, что католическая церковь является «единственной истинной церковью» и что любая форма протестантизма является «еретической». Однако это не помешало сотрудничеству между ними, когда оно было взаимовыгодным.
Католический интегрализм имеет гораздо более долгую историю, чем протестантский доминионизм, возникший в Соединенных Штатах в 1970-х годах, и фактически уходит своими корнями в традиционную католическую доктрину об отношениях между церковью и государством, которая развивалась, когда правительствами Европы были почти все католические конфессиональные государства и Католицизм стал их официальной религией. Такая политическая концепция называлась «христианским миром» с вершиной политической власти, принадлежащей императору Священной Римской империи, и вершиной духовной власти, принадлежащей Верховному понтифику (Папе). После движения к либеральному секуляризму и дезистеблишментаризму несколько современных государств в конечном итоге отреагировали возрожденным интегрализмом, часто в фашистской или протофашистской форме, например, в Испании под руководством Франсиско Франко, Португалии под руководством Антонио Салазара и Австрии под руководством Энгельберта Дольфуса и его «Отечественного фронта». Сегодня только горстка государств сохраняет католицизм в качестве официально установленной государственной религии, но все еще есть движения в других странах и среди некоторых в католической иерархии, которые поддерживают возрождение интегрализма в государствах, которые стали светскими.

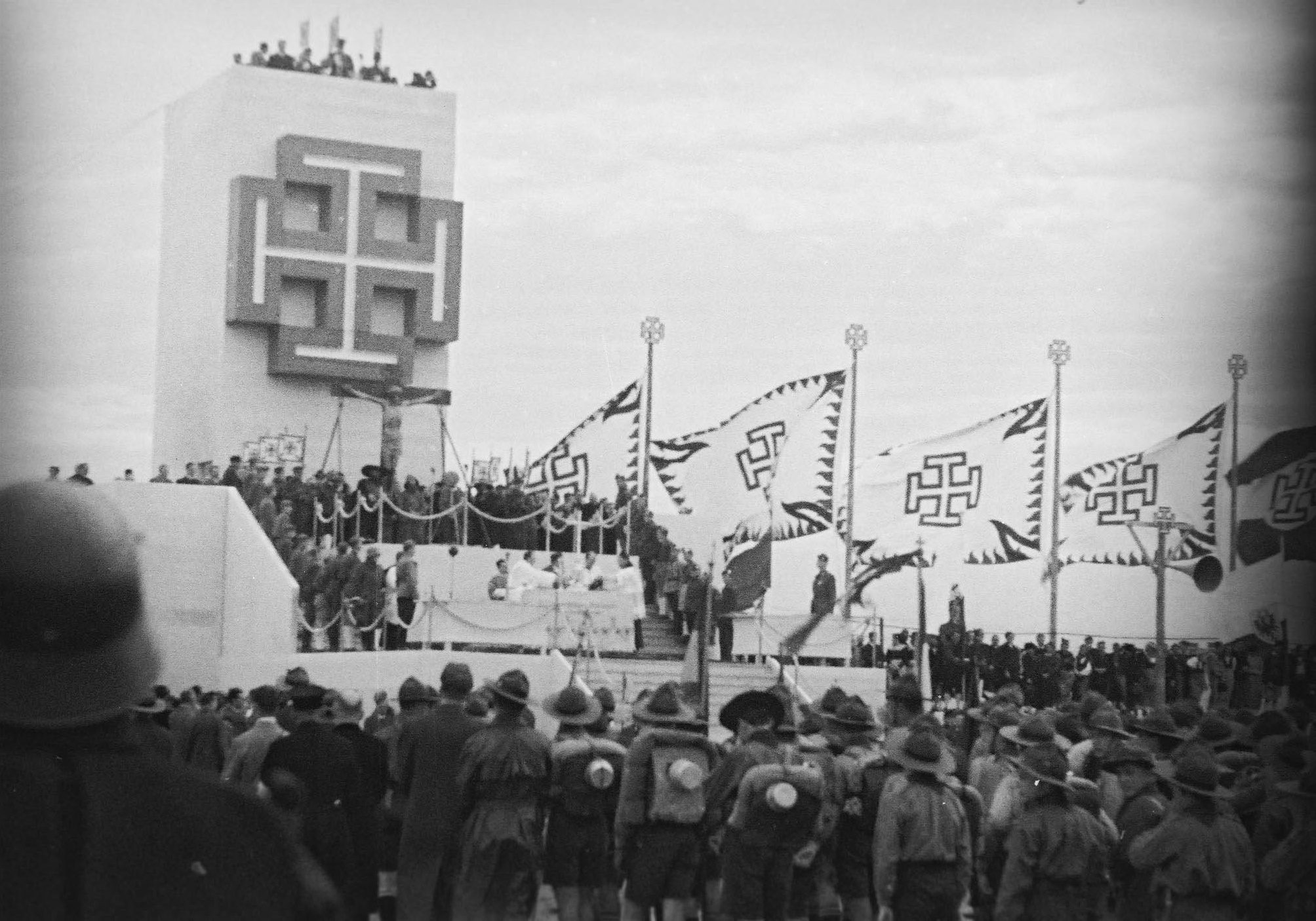
Митинг Отечественного фронта, 1936 г.

В последние годы среди молодого поколения католиков, пишущих для таких веб-сайтов, как The Josias, был отмечен «возрожденный католический интегрализм». Можно сказать, что интегрализм является просто современным продолжением традиционной католической концепции отношений между церковью и государством, которая была разъяснена папой Геласием I и разъяснялась на протяжении столетий вплоть до «Списка ошибок», в котором осуждалась идея о том, что отделение церкви от государства является моральным благом. Например, некоторые католики высоко оценили действия Пия IX в деле Мортара 1858 года, когда он приказал похитить шестилетнего еврейского мальчика, крестив его без согласия родителей. :1039–1041Систематическое изложение католического интегрализма как последовательной политической философии недавно было сделано католическими богословами Томасом Крином и Аланом Фимистером в их работе «Интегрализм: руководство по политической философии».
Сегодня политические договоры католической церкви с различными странами, известные как конкордаты, подвергаются критике со стороны некоторых либеральных и демократических правозащитных групп за продвижение католического интегрализма. В настоящее время действует более 200 конкордатов. Некоторые из конкордатов прямо гарантируют, что католицизм признан официальной государственной религией в нескольких странах, а другие предоставляют историческое признание католической веры и предоставляют определенные права и привилегии церкви.

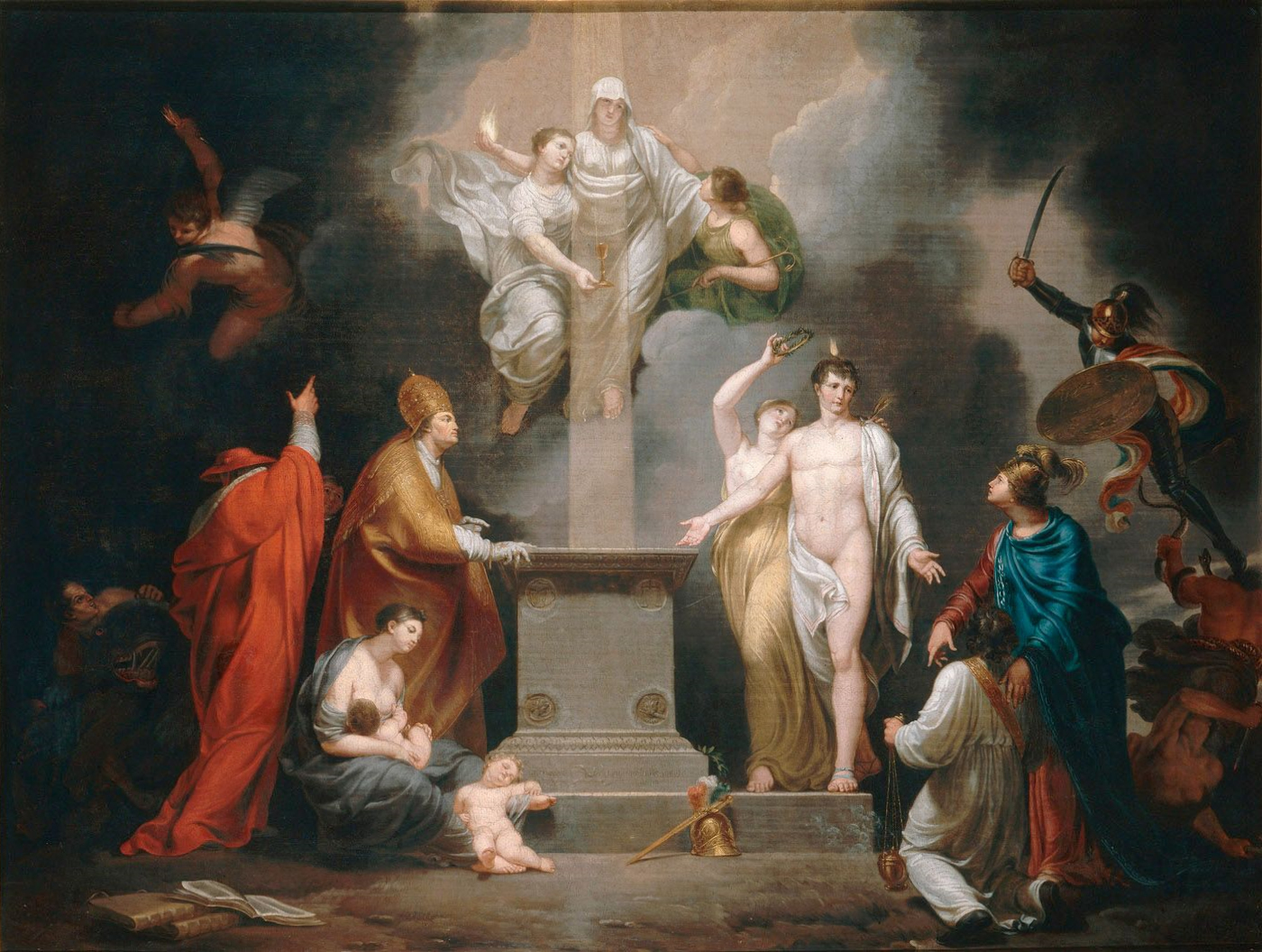
Аллегория Конкордата 1801 года Пьера Жозефа Селестена Франсуа